# 民衆の党
民衆の党（みんしゅうのとう）は、第六共和国時代の大韓民国に存在した進歩主義政党である。略称は「民衆党」。

## 概要
1987年12月の大統領選挙において、独自の民衆候補として白基玩を擁立した民主化運動勢力（在野）の独候（独自候補派）グループが、翌年4月に行われる総選挙を独自政党で戦うために、労働運動や農民運動あるいは在野で民衆運動をしてきた当時30歳前後の若い人たちが主体となって3月6日にソウル特別市大学路で創党大会を開き、鄭泰允を代表に選出して結成した（中央選管への登録申請は3月8日、同月11日に受理）。16名の候補者を擁立して選挙戦を戦った総選挙では当選者を出すことが出来ず、得票率も2％に達しなかったため、選挙直後（4月29日）に解党された。一方、既存の保守政党である統一民主党や平和民主党から出馬した在野の運動家は、その多くが当選し、対照的な結果となった。その後、同じ在野勢力で大統領選挙において野党候補単一化（一本化）を主張し運動してきた候単（候補単一化派）グループが結成したハンギョレ民主党や労働者・農民グループと協力して、新たな民衆政党創党に取り組んだ。
| 創党宣言文 ｢独裁政権と独占財閥そして外国勢力は、自分達が楽しんでいる享楽の重さだけ、我々民衆につらい苦痛の荷物を与えている、今や不当な圧力を退けて、民衆が主人公となり、祖国の自主化を保証する民主政府の樹立及び統一された民主祖国建設のために、分かれた方を組んで、新しい隊列を整備する第一歩として民衆の党を結成する｣ 出典：梁官洙著『韓国民族民主運動の奇跡』(柘植書房)236頁の記述。 |